# Adam Friedrich Gabler

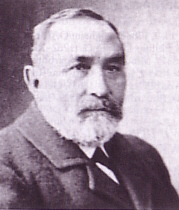
Adam Friedrich Gabler

Adam Friedrich Gabler (* 26. Oktober 1834 in Mühlhausen; † 26. Juli 1915 in Nürtingen) war ein deutscher Politiker.

## Beruf
Adam Friedrich Gabler besuchte die Realschule in Kirchheim (Teck) und in Nürtingen. 1849 bis 1853 absolvierte er die Winterbaugewerkeschule in Stuttgart. Als Maurer und Steinhauer-Polier war er beteiligt an Bauten in der Wilhelma in Stuttgart. 1865 machte er sich als Bauunternehmer in Nürtingen selbstständig. Er war vor allem im württembergischen Eisenbahnbau tätig bei den Streckenabschnitten Kochendorf–Jagstfeld und Tübingen–Dußlingen. 

## Politik
Gabler war Mitglied der Volkspartei. Über mehrere Jahrzehnte war er Mitglied des Gemeinderats in Nürtingen. Nach einer erfolglosen Reichstagskandidatur 1887 wurde er 1889 im Wahlkreis Nürtingen in den Landtag gewählt. Diesem gehörte er bis 1906 an.

## Familie
Adam Friedrich Gabler war der Sohn des Werkmeister Jakob Gabler in Zuffenhausen und der Christiana Gabler geb. Zopf. Seit 1859 war er mit Christina Karoline Weinbrenner (1836–1885) verheiratet, nach deren Tod heiratete er 1886 Rosa Katharina Schaugg (1858–1827). Dieser Ehe entstammt ein Kind.